# Травля крыс
Травля крыс — кровавый спорт, который подразумевает под собой выпуск пойманных крыс в замкнутое пространство, в котором им придется сразиться против собаки. Зрители в это время делают ставки на то, сколько времени понадобится собаке, обычно терьеру, чтобы убить крыс. Часто устраивали соревнования между двумя собаками, а победитель получал денежный приз. Сейчас данное развлечение запрещено в большинстве стран.

## История
В 1835 году парламент Соединённого Королевства принял закон под названием «Закон о жестоком обращении с животными 1835 года», который запрещал травлю некоторых таких животных как быки, медведи и другие крупные млекопитающие. Однако закон не применялся в отношении крыс, и благодаря этому травля крыс вышла на первый план как азартный вид спорта. Он был очень популярен в Ирландии ещё до 1835 года из-за нехватки больших пространств в крупных городах, особенно в Дублине и Белфасте. Некоторые семьи также хотели заработать на большом количестве грызунов, заполонивших города и сельские районы. Многие страны переняли этот вид спорта после 1835 года, в Англии его популярность достигла наиболее высоких показателей по сравнению с другими странами. По свидетельствам в Лондоне было даже не менее 70 крысиных ям.

## Правила
Среди официальных лиц во время боя были судья и хронометрист. Ямы иногда закрывали сверху сеткой из проволоки или устанавливали на стенах дополнительные защитные ограждения, чтобы крысы не сбежали. Правила могли изменяться от матча к матчу.
В одном из вариантов для каждой собаки устанавливался весовой гандикап. Соревнующаяся собака должна была убить столько крыс, сколько весила сама, в течение определённого, заранее установленного времени. выпускали определённое количество крыс и помещали собаку в ринг. С момента касания собакой земли запускали секундомер. Когда собака схватила последнюю крысу, её владелец забирал её с ринга, и останавливали секундомер.
Крыс, которых считали ещё живыми, выкладывали на стол в круг перед судьёй. Затем судья трижды ударял животных по хвосту палкой. Если крысе удавалось выползти из круга, её считали живой. В зависимости от конкретных правил этого матча, собака могла быть дисквалифицирована или должна была вернуться в ринг с этими крысами и убить их. Новое время добавлялось к первоначальному времени.
Победу определяли по формуле, учитывая потраченное время, количество убитых крыс и вес собаки. Считалось, что показатель в пять секунд на убитую крысу является весьма удовлетворительным, а результат в 15 крыс за минуту — отличным.
Загнанные в угол крысы нападали и могли нанести очень болезненные укусы. Нередко крысолов (собака, убивающая крыс) после выхода на пенсию оставался лишь с одним глазом.

## Крысолов
Перед началом соревнования требовалось поймать тысячи крыс, для этого привлекали специального человека. Джек Блэк, крысолов из викторианской Англии, поставлял живых крыс для травли.

## Техника
Предпочтение отдавали более быстрым собакам, которые могли разобраться с крысой за один укус. Процесс описывался как «весьма напоминающий работу овчарки, которая собирает стадо, чтобы выбирать отдельных овец для стрижки», где собака загоняла крыс вместе и убивала любых крыс, покидающих стаю, быстрым укусом.

## Породы
Собаки для охоты на крыс обычно были представителями рабочих пород терьеров, включая такие породы как буль-энд-терьер, бультерьер, бедлингтон-терьер, фокстерьер, джек-рассел-терьер, крысиный терьер, черно-подпалый терьер, манчестер-терьер, йоркширский терьер и Стаффордширский бультерьер . Степень заботы, уделяемой разведению этих собак для охоты на крыс, ясно видна по их родословным, при этом хорошее разведение приводило к увеличению возможностей для бизнеса. Успешные заводчики пользовались высоким авторитетом в те времена. В современные времена породой, считающейся первоклассной для ловли крыс, является пламмер-терьер.